# Jaime Serrano Cedillo
Jaime Serrano Cedillo fue el diputado de Nezahualcóyotl, Estado de México y miembro del Partido Revolucionario Institucional (PRI).
Él fue asesinado en la tarde del 16 de septiembre de 2012 cuando salía de su casa en Nezahualcóyotl. El asesinato de Serrano Cedillo se produce tan sólo dos días después de la muerte de Eduardo Castro Luque, diputado en el estado de Sonora y miembro del PRI y a nueve días de la ocurrida al diputado del PAN Hernán Belden Elizondo.

## Carrera y primeros años
Antes de su nombramiento al cargo, Serrano Cedillo fue el presidente del Partido Revolucionario Institucional (PRI) en el municipio de Nezahualcóyotl y excandidato a alcalde por la misma localidad. Él también había servido como Subsecretario del Interior en la Gran Ciudad de México hasta mayo de 2011.
El 5 de septiembre de 2012, Serrano Cedillo fue juramentado como diputado por el Distrito XXV de Nezahualcóyotl.

## Asesinato
Los informes iniciales indican que Serrano Cedillo salió de su casa para comprar un periódico en un puesto cercano y fue apuñalado en el pecho por alguien con un arma afilada. El asaltante logró huir de la escena y no hubo detenciones. Serrano Cedillo, por su parte, logró llegar a casa y fue trasladado a un hospital cercano por su familia, donde más tarde fue declarado muerto. Los motivos detrás del asesinato de Serrano Cedillo siguen siendo desconocidos.
Él fue el segundo político del PRI asesinado en tan sólo dos días después del diputado electo del estado de Sonora, Eduardo Castro Luque, quien fue asesinado a tiros por desconocidos el 14 de septiembre de 2012. En agosto de 2012, Édgar Morales Pérez del PRI también fue baleado y asesinado por hombres armados.